# Odontoscapus similistigma
Odontoscapus similistigma är en stekelart som beskrevs av Van Achterberg 1989. Odontoscapus similistigma ingår i släktet Odontoscapus och familjen bracksteklar. Inga underarter finns listade i Catalogue of Life.